# Camponotus pulvinatus
Camponotus pulvinatus é uma espécie de inseto do gênero Camponotus, pertencente à família Formicidae.